# Ídolo oculado

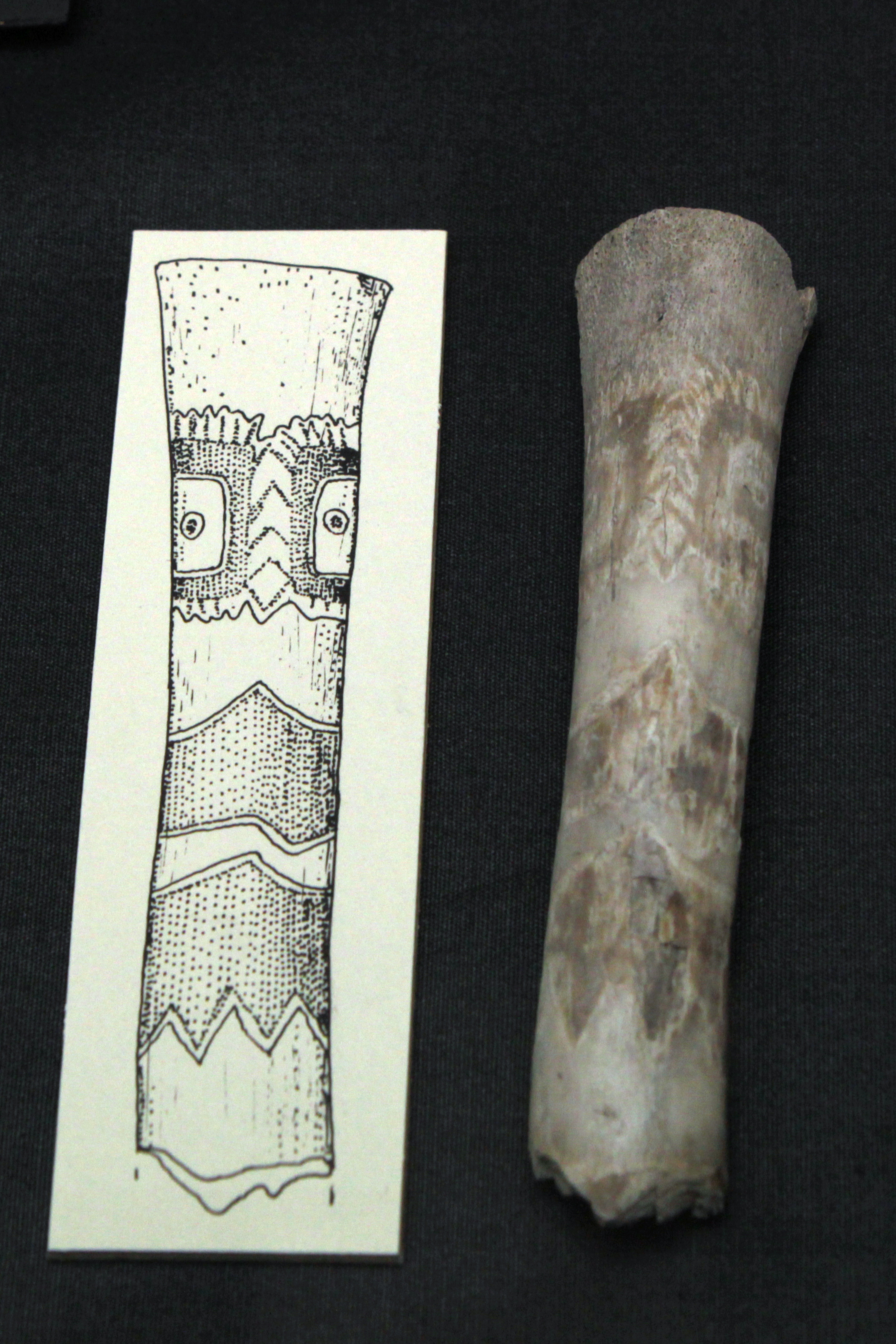
Ídolo oculado Ereta del Pedregal. Museo de Prehistoria de Valencia.

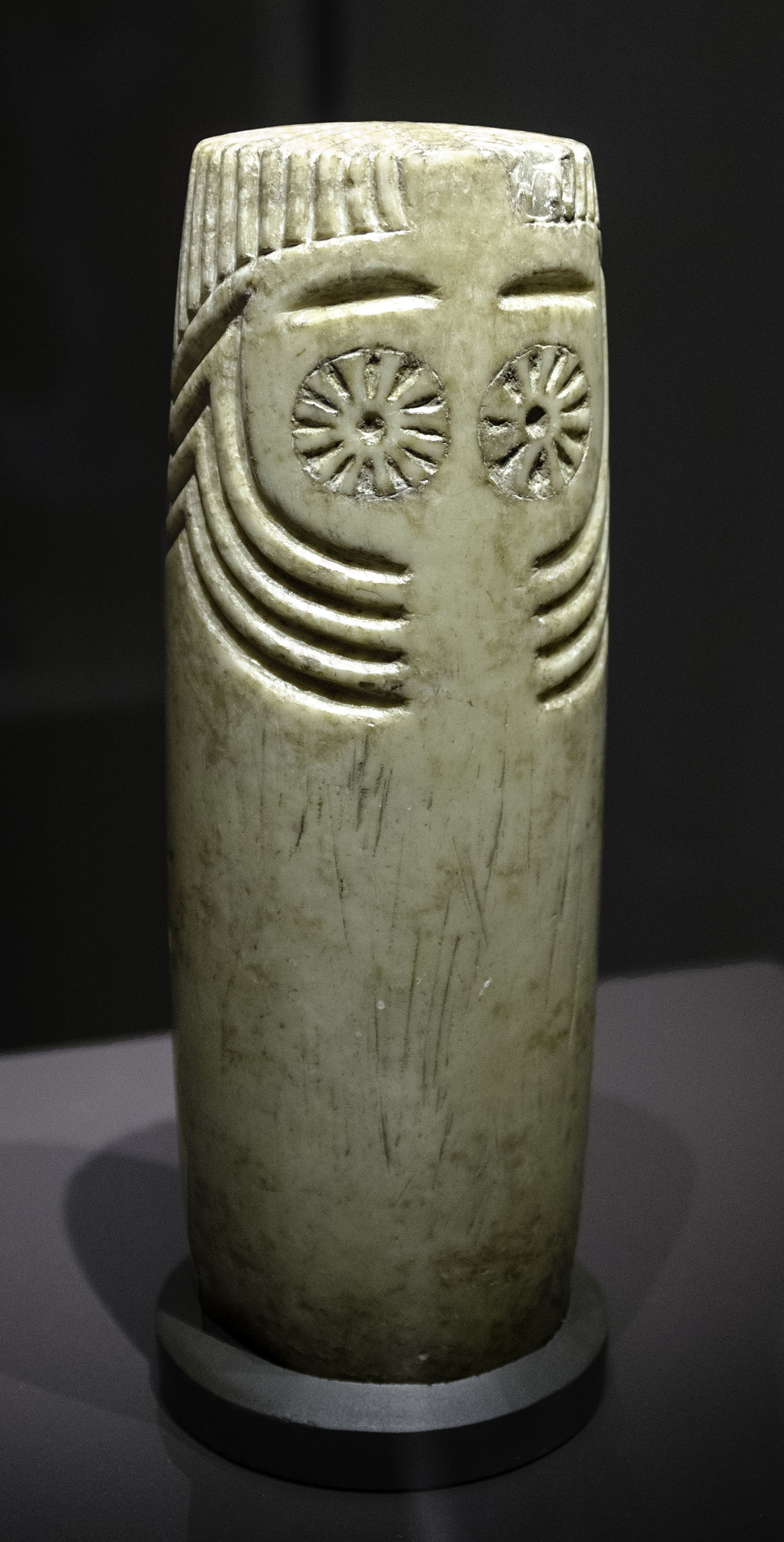
Ídolo cilíndrico oculado en alabastro. Altura:19 cm; diámetro máximo:7 cm; diámetro base: 5 cm. Probablemente proceda del sur del valle del Guadalquivir. Museo Arqueológico Nacional de España, Madrid.

Un ídolo oculado es un tipo de ídolo con rasgos antropomorfos muy esquemáticos, y que se caracteriza sobre todo por la presencia de ojos. Se trata de manifestaciones simbólicas propias de las comunidades agrícolas y ganaderas de la mitad meridional de la Península ibérica prehistórica durante el neolítico y el calcolítico. La decoración oculada se plasma sobre diversos materiales, entre los que destacan, en territorio valenciano, los huesos largos.

## Hallazgos
Actualmente se han encontrado en tierras valencianas más de 80 ídolos oculados sobre huesos largos, treinta y tres de los cuales están expuestos en el Museo de Prehistoria de Valencia. La mayoría se han encontrado en contextos funerarios, formando parte de los ajuares de sepulturas colectivas. Proceden de 17 yacimientos situados entre el río Júcar y el norte de la provincia de Alicante, entre los que destacan:
- Ereta del Pedregal (Navarrés)
- Cueva de la Pastora (Alcoy)

En la mitad meridional del resto de la península también se documentan ídolos oculados sobre numerosos soportes:
- Soporte óseo: dispersos en diferentes zonas del sudeste
- Sobre cilindros de piedra y placas de pizarra (suroeste meridional): el ejemplo más conocido es el ídolo de Extremadura
- Decoración en cerámicas
- También encontramos representaciones de oculados en la pintura rupestre esquemática

También encontramos representaciones de temática oculada en diversas regiones del Mediterráneo, desde finales del V milenio y durante el IV milenio a. C. La decoración oculada sobre huesos largos se documenta especialmente en Oriente Próximo y en el sureste de Europa.

## Materia prima y tecnología
En territorio valenciano, huesos largos, (especialmente radios) de cabra o de oveja, aunque también se ha encontrado una pieza singular en cuerno de venado.
En cuanto a la decoración, existen dos técnicas: pintura y grabado. Los motivos decorativos son de dos tipos:
- los primarios o fundamentales, presentes en todos los oculados: se componen de ojos, cejas y tatuaje facial;
- los secundarios o complementarios aparecen solo en 19 oculados y consisten en series horizontales de triángulos, bitriángulos, rectángulos, banda reticulada o líneas en zigzag.

## Interpretaciones
Se han interpretado los oculados de diversas formas. Por una parte, una hipótesis, mayoritaria, considera a los oculados como representaciones de carácter simbólico-religioso de divinidades, concretamente se trataría de una madre de origen neolítico. El hecho de que se hayan encontrado en tumbas indicaría, además, un carácter de divinidad funeraria, protectora de las sepulturas.
Por otra parte, hay quien ve una representación simbólica de las personas presentes en las sepulturas en las que se han encontrado. Los oculados cumplirían una función heráldica, representando la filiación genealógica y el linaje de individuos de la élite.